# Jean Rescues
Jean Rescues è un cortometraggio muto del 1911 diretto da Larry Trimble.
Noto anche come Jean, the Vitagraph Dog, Jean - il cane protagonista del film - era una border collie che apparteneva al regista e che fu una delle prime star canine dello schermo.

## Produzione
Il film fu prodotto dalla Vitagraph Company of America.

## Distribuzione
Distribuito dalla General Film Company, il film - un cortometraggio in una bobina - uscì nelle sale cinematografiche statunitensi il 31 gennaio 1911.